# Llista de topònims d'Anglès
Llista de topònims (noms propis de lloc) del municipi d'Anglès, a la Selva
Informació actualitzada per un bot. Els canvis manuals es perdran quan s'actualitzi!

## carrer
| imatge | Nom                            | Ubicat a | instància de | Detalls                                         | coordenades                                                         | Protecció                   | Commons (més fotos)                     | Dades a WD                    |
| ------ | ------------------------------ | -------- | ------------ | ----------------------------------------------- | ------------------------------------------------------------------- | --------------------------- | --------------------------------------- | ----------------------------- |
|        | Carrer Major                   | Anglès   | carrer       |                                                 | 41° 57′ 24″ N, 2° 38′ 22″ E / 41.9568°N,2.63952°E ca:Carrer Major   | bé cultural d'interès local | Carrer Major (Anglès)                   | Modifica les dades a Wikidata |
|        | carrer Mossèn Jacint Verdaguer | Anglès   | carrer       | Estil: arquitectura gòtica arquitectura popular | 41° 57′ 22″ N, 2° 38′ 20″ E / 41.9562°N,2.63893°E                   | bé cultural d'interès local | Carrer Mossèn Jacint Verdaguer (Anglès) | Modifica les dades a Wikidata |
|        | carrer d'Avall                 | Anglès   | carrer       |                                                 | 41° 57′ 25″ N, 2° 38′ 24″ E / 41.9569°N,2.64009°E ca:Carrer d'Avall | bé cultural d'interès local | Carrer d'Avall (Anglès)                 | Modifica les dades a Wikidata |
|        | carrer de l'Empedrat           | Anglès   | carrer       |                                                 | 41° 57′ 27″ N, 2° 38′ 27″ E / 41.9574°N,2.64089°E                   | bé cultural d'interès local | Carrer de l'Empedrat (Anglès)           | Modifica les dades a Wikidata |

## casa
| imatge | Nom                             | Ubicat a | instància de | Detalls                                                                                  | coordenades                                                                               | Protecció                                  | Commons (més fotos)         | Dades a WD                    |
| ------ | ------------------------------- | -------- | ------------ | ---------------------------------------------------------------------------------------- | ----------------------------------------------------------------------------------------- | ------------------------------------------ | --------------------------- | ----------------------------- |
|        | Ca l'Aulet                      | Anglès   | casa         | Estil: arquitectura popular 17th century                                                 | 41° 57′ 25″ N, 2° 38′ 23″ E / 41.957°N,2.63986°E ca:Pl. de la Vila, 5 166 msnm            | bé cultural d'interès local                | Ca l'Aulet (Anglès)         | Modifica les dades a Wikidata |
|        | Ca l'Esparter                   | Anglès   | casa         | Estil: arquitectura popular                                                              | 41° 57′ 24″ N, 2° 38′ 22″ E / 41.9567°N,2.63934°E ca:Carrer Major, 16-18                  | bé cultural d'interès local                | Ca l'Esparter (Anglès)      | Modifica les dades a Wikidata |
|        | Ca l'Estrella                   | Anglès   | casa         | Estil: arquitectura popular 17th century                                                 | 41° 57′ 24″ N, 2° 38′ 22″ E / 41.9566°N,2.63932°E ca:C. Major, 15 164 msnm                | bé cultural d'interès local                | Ca l'Estrella               | Modifica les dades a Wikidata |
|        | Ca la Marieta                   | Anglès   | casa         | Estil: arquitectura popular 17th century                                                 | 41° 57′ 23″ N, 2° 38′ 22″ E / 41.9564°N,2.63952°E ca:Carrer d'Avall, 39 160 msnm          | bé cultural d'interès local                | Ca la Marieta (Anglès)      | Modifica les dades a Wikidata |
|        | Ca la Ramoneta                  | Anglès   | casa         | Estil: arquitectura gòtica arquitectura popular 16th century                             | 41° 57′ 23″ N, 2° 38′ 22″ E / 41.95648°N,2.63946°E ca:C. d'Avall, 42 161 msnm             | bé cultural d'interès local                | Ca la Ramoneta              | Modifica les dades a Wikidata |
|        | Ca la Silvana                   | Anglès   | casa         | Estil: arquitectura popular                                                              | 41° 57′ 21″ N, 2° 38′ 21″ E / 41.9559°N,2.63918°E ca:Carrer de Santa Magdalena, 3         | bé cultural d'interès local                | Ca la Silvana               | Modifica les dades a Wikidata |
|        | Cafè de l'Aliança               | Anglès   | casa         | Estil: arquitectura popular                                                              | 41° 57′ 22″ N, 2° 38′ 20″ E / 41.956°N,2.63896°E ca:CarrerJacint Verdaguer, 9             | bé cultural d'interès local                | Cafè de l'Aliança (Anglès)  | Modifica les dades a Wikidata |
|        | Cal Farmacèutic                 | Anglès   | casa         | Estil: arquitectura modernista arquitectura popular 20th century                         | 41° 57′ 20″ N, 2° 38′ 18″ E / 41.9556°N,2.63831°E ca:Carrer Comerç, 3                     | bé cultural d'interès local                | Cal Farmacèutic (Anglès)    | Modifica les dades a Wikidata |
|        | Cal Noi                         | Anglès   | casa         |                                                                                          | 41° 57′ 25″ N, 2° 38′ 23″ E / 41.957°N,2.63977°E ca:Carrer Major, 1                       | bé cultural d'interès local                | Cal Noi                     | Modifica les dades a Wikidata |
|        | Cal Rellotger                   | Anglès   | casa         |                                                                                          | 41° 57′ 24″ N, 2° 38′ 22″ E / 41.9568°N,2.63954°E ca:Carrer Major, 6-8                    | bé cultural d'interès local                | Cal Rellotger               | Modifica les dades a Wikidata |
|        | Cal Roig                        | Anglès   | casa         | Estil: arquitectura modernista arquitectura popular 19th century                         | 41° 57′ 25″ N, 2° 38′ 23″ E / 41.957°N,2.63963°E ca:Carrer Major, 2-4 166 msnm            | bé cultural d'interès local                | Cal Roig (Anglès)           | Modifica les dades a Wikidata |
|        | Cal Sabater                     | Anglès   | casa         |                                                                                          | 41° 57′ 23″ N, 2° 38′ 23″ E / 41.9565°N,2.63962°E ca:Carrer d'Avall, 33                   | bé cultural d'interès local                | Cal Sabater (Anglès)        | Modifica les dades a Wikidata |
|        | Cal Soldat                      | Anglès   | casa         |                                                                                          | 41° 57′ 23″ N, 2° 38′ 22″ E / 41.9565°N,2.63955°E ca:Carrer d'Avall, 40                   | bé cultural d'interès local                | Cal Soldat (Anglès)         | Modifica les dades a Wikidata |
|        | Can Barnades                    | Anglès   | casa         | Estil: arquitectura gòtica arquitectura popular 15th century                             | 41° 57′ 26″ N, 2° 38′ 26″ E / 41.9571°N,2.64044°E ca:Carrer d'Avall 7                     | bé cultural d'interès local                | Can Barnades                | Modifica les dades a Wikidata |
|        | Can Bohigues                    | Anglès   | casa         | Estil: arquitectura popular 17th century                                                 | 41° 57′ 25″ N, 2° 38′ 25″ E / 41.957°N,2.64028°E ca:C. d'Avall, 17 163 msnm               | bé cultural d'interès local                | Can Bohigues                | Modifica les dades a Wikidata |
|        | Can Duc                         | Anglès   | casa         | Estil: arquitectura popular                                                              | 41° 57′ 24″ N, 2° 38′ 23″ E / 41.9568°N,2.63967°E                                         | bé cultural d'interès local                | Can Duc                     | Modifica les dades a Wikidata |
|        | Can Déu Nostro Senyor           | Anglès   | casa         |                                                                                          | 41° 57′ 23″ N, 2° 38′ 22″ E / 41.9563°N,2.63938°E ca:Carrer d'Avall, 44                   | bé cultural d'interès local                | Can Déu Nostro Senyor       | Modifica les dades a Wikidata |
|        | Can Gardela                     | Anglès   | casa         | Estil: arquitectura popular                                                              | 41° 57′ 24″ N, 2° 38′ 19″ E / 41.9567°N,2.63856°E                                         | bé cultural d'interès local                |                             | Modifica les dades a Wikidata |
|        | Can Janer                       | Anglès   | casa         | Estil: arquitectura popular 16th century                                                 | 41° 57′ 25″ N, 2° 38′ 24″ E / 41.9569°N,2.64004°E ca:C. d'Avall, 18 162 msnm              | bé cultural d'interès local                | Can Janer (Anglès)          | Modifica les dades a Wikidata |
|        | Can Mans                        | Anglès   | casa         | Estil: arquitectura popular                                                              | 41° 57′ 25″ N, 2° 38′ 24″ E / 41.957°N,2.64004°E ca:Carrer d'Avall, 16                    | bé cultural d'interès local                | Can Mans (Anglès)           | Modifica les dades a Wikidata |
|        | Can Martra                      | Anglès   | casa         | Estil: arquitectura popular                                                              | 41° 57′ 21″ N, 2° 38′ 14″ E / 41.9558°N,2.63732°E                                         | bé integrant del patrimoni cultural català |                             | Modifica les dades a Wikidata |
|        | Can Maties                      | Anglès   | casa         | Estil: arquitectura popular 17th century                                                 | 41° 57′ 25″ N, 2° 38′ 25″ E / 41.95703°N,2.64032°E ca:C. d'Avall, 15 162 msnm             | bé cultural d'interès local                | Can Maties (Anglès)         | Modifica les dades a Wikidata |
|        | Can Metge Cendra                | Anglès   | casa         | Estil: arquitectura modernista noucentisme                                               | 41° 57′ 26″ N, 2° 38′ 23″ E / 41.9571°N,2.63974°E ca:Plaça de la Vila, 3                  | bé cultural d'interès local                | Can Metge Cendra            | Modifica les dades a Wikidata |
|        | Can Pol                         | Anglès   | casa         | Estil: arquitectura popular 15th century                                                 | 41° 57′ 26″ N, 2° 38′ 26″ E / 41.9572°N,2.64048°E ca:Carrer d'Avall, 5 163 msnm           | bé integrant del patrimoni cultural català | Can Pol (Anglès)            | Modifica les dades a Wikidata |
|        | Can Pujol                       | Anglès   | casa         | Estil: modernisme català 1907                                                            | 41° 57′ 27″ N, 2° 38′ 24″ E / 41.9575°N,2.63995°E ca:plaça de la Vila, 18                 | bé cultural d'interès local                | Can Pujol (Anglès)          | Modifica les dades a Wikidata |
|        | Can Talleda                     | Anglès   | casa         |                                                                                          | 41° 57′ 26″ N, 2° 38′ 25″ E / 41.9571°N,2.6404°E ca:Carrer d'Avall, 9                     | bé cultural d'interès local                | Can Talleda                 | Modifica les dades a Wikidata |
|        | Can Tayeda                      | Anglès   | casa         | Estil: arquitectura popular                                                              | 41° 57′ 24″ N, 2° 38′ 19″ E / 41.9568°N,2.63851°E ca:Carrer del Raval, 7                  | bé cultural d'interès local                |                             | Modifica les dades a Wikidata |
|        | Can Tino                        | Anglès   | casa         |                                                                                          | 41° 57′ 26″ N, 2° 38′ 25″ E / 41.9571°N,2.64035°E ca:Carrer d'Avall, 11-13                | bé cultural d'interès local                | Can Tino (Anglès)           | Modifica les dades a Wikidata |
|        | Can Tintorer                    | Anglès   | casa         | Estil: arquitectura popular 16th century                                                 | 41° 57′ 24″ N, 2° 38′ 23″ E / 41.95654°N,2.63963°E ca:C. d'Avall, 35 161 msnm             | bé cultural d'interès local                | Can Tintorer (Anglès)       | Modifica les dades a Wikidata |
|        | Can Tripes                      | Anglès   | casa         | Estil: arquitectura popular 17th century                                                 | 41° 57′ 26″ N, 2° 38′ 25″ E / 41.95719°N,2.640265°E ca:C. d'Avall, 6 164 msnm             | bé integrant del patrimoni cultural català | Can Tripes                  | Modifica les dades a Wikidata |
|        | Can Verdaguer                   | Anglès   | casa         | Estil: arquitectura popular                                                              | 41° 57′ 24″ N, 2° 38′ 23″ E / 41.9567°N,2.63972°E                                         | bé cultural d'interès local                | Can Verdaguer (Anglès)      | Modifica les dades a Wikidata |
|        | Can Vilaró                      | Anglès   | casa         | Estil: arquitectura popular                                                              | 41° 57′ 26″ N, 2° 38′ 26″ E / 41.9573°N,2.64054°E ca:Carrer de l'Empedrat, 9              | bé cultural d'interès local                | Can Vilaró (Anglès)         | Modifica les dades a Wikidata |
|        | Casa Doctor Vinyes              | Anglès   | casa         | Arquitecte: Rafael Masó i Valentí Estil: modernisme català arquitectura modernista 1900s | 41° 57′ 28″ N, 2° 38′ 27″ E / 41.9577°N,2.64073°E ca:carrer del Castell, 6                | bé cultural d'interès local                | Casa Doctor Vinyes (Anglès) | Modifica les dades a Wikidata |
|        | Casal de Can Camps              | Anglès   | casa         | Estil: arquitectura popular                                                              | 41° 57′ 23″ N, 2° 38′ 22″ E / 41.9563°N,2.63945°E                                         | bé cultural d'interès local                | Can Camps (Carrer d'Avall)  | Modifica les dades a Wikidata |
|        | Doma                            | Anglès   | casa         | Estil: arquitectura popular                                                              | 41° 57′ 23″ N, 2° 38′ 21″ E / 41.9564°N,2.63912°E 161 msnm                                | bé cultural d'interès local                | Doma (Anglès)               | Modifica les dades a Wikidata |
|        | habitatge al carrer d'Avall, 29 | Anglès   | casa         | Estil: arquitectura popular                                                              | 41° 57′ 24″ N, 2° 38′ 24″ E / 41.95672°N,2.63987°E                                        | bé integrant del patrimoni cultural català |                             | Modifica les dades a Wikidata |
|        | la Torre                        | Anglès   | casa         | Estil: modernisme català                                                                 | 41° 57′ 32″ N, 2° 37′ 59″ E / 41.959°N,2.63314°E ca:Carrer Joan Coromines (Barri del Cuc) | bé cultural d'interès local                | La Torre (Anglès)           | Modifica les dades a Wikidata |
|        | masoveria de Can Cendra         | Anglès   | casa         | Estil: arquitectura popular                                                              | 41° 57′ 24″ N, 2° 38′ 24″ E / 41.9567°N,2.6399°E ca:Carrer d'Avall, 27-29                 | bé cultural d'interès local                | Masoveria de Can Cendra     | Modifica les dades a Wikidata |
|        | pisos de Can Verdaguer          | Anglès   | casa         | Estil: noucentisme                                                                       | 41° 57′ 24″ N, 2° 38′ 22″ E / 41.9567°N,2.63944°E                                         | bé cultural d'interès local                | Pisos de Can Verdaguer      | Modifica les dades a Wikidata |

## cementiri
| imatge | Nom                     | Ubicat a | instància de | Detalls                     | coordenades                                                | Protecció                   | Commons (més fotos)          | Dades a WD                    |
| ------ | ----------------------- | -------- | ------------ | --------------------------- | ---------------------------------------------------------- | --------------------------- | ---------------------------- | ----------------------------- |
|        | Cementiri nou d'Anglès  | Anglès   | cementiri    |                             | 41° 56′ 39″ N, 2° 38′ 34″ E / 41.9442417°N,2.6428552°E     |                             | Cementiri Municipal d'Anglès | Modifica les dades a Wikidata |
|        | Cementiri vell d'Anglès | Anglès   | cementiri    | Estil: arquitectura popular | 41° 57′ 17″ N, 2° 38′ 10″ E / 41.9546°N,2.63599°E 160 msnm | bé cultural d'interès local | Cementiri vell d'Anglès      | Modifica les dades a Wikidata |

## curs d'aigua
| imatge | Nom                 | Ubicat a                                                  | instància de               | Detalls                                                 | coordenades                                                                                              | Protecció | Commons (més fotos) | Dades a WD                    |
| ------ | ------------------- | --------------------------------------------------------- | -------------------------- | ------------------------------------------------------- | --- | --------- | ------------------- | ----------------------------- |
|        | Ter                 | Ripollès Osona Selva Gironès Baix Empordà                 | curs d'aigua riu principal | Desemboca: mar Mediterrània Llarg: 208km Conca: 3010km² | 42° 25′ 40″ N, 2° 15′ 24″ E / 42.427778°N,2.256667°E 42° 01′ 24″ N, 3° 11′ 31″ E / 42.02347°N,3.19187°E  |           | Ter River           | Modifica les dades a Wikidata |
|        | riera d'Osor        | Sant Hilari Sacalm Osor Susqueda la Cellera de Ter Anglès | curs d'aigua               | Desemboca: Ter Llarg: 29.5km                            | 41° 52′ 18″ N, 2° 28′ 13″ E / 41.871642°N,2.47038°E 41° 57′ 43″ N, 2° 37′ 52″ E / 41.961947°N,2.631108°E |           | Riera d'Osor        | Modifica les dades a Wikidata |
|        | riera de Sant Amanç | Anglès                                                    | curs d'aigua               | Llarg: 5.11km                                           | 41° 55′ 25″ N, 2° 37′ 02″ E / 41.92357°N,2.617305°E 41° 57′ 17″ N, 2° 38′ 22″ E / 41.954697°N,2.639556°E |           |                     | Modifica les dades a Wikidata |

## edifici
| imatge | Nom                         | Ubicat a | instància de | Detalls                                                          | coordenades | Protecció                                  | Commons (més fotos)    | Dades a WD                    |
| ------ | --------------------------- | -------- | ------------ | ---------------------------------------------------------------- | --- | ------------------------------------------ | ---------------------- | ----------------------------- |
|        | Can Gubau                   | Anglès   | edifici      | Estil: arquitectura modernista arquitectura popular 20th century | 41° 57′ 23″ N, 2° 38′ 13″ E / 41.9563°N,2.63707°E ca:Carrer Indústria, 42 154 msnm                              | bé cultural d'interès local                | Can Gubau              | Modifica les dades a Wikidata |
|        | Carnisseria                 | Anglès   | edifici      | Estil: arquitectura popular Estat: enderrocat o destruït         | 41° 57′ 35″ N, 2° 37′ 59″ E / 41.95983°N,2.63293°E                                                              | bé integrant del patrimoni cultural català |                        | Modifica les dades a Wikidata |
|        | Caserna de la Guàrdia Civil | Anglès   | edifici      | Estil: arquitectura popular Estat: enderrocat o destruït         | | bé integrant del patrimoni cultural català |                        | Modifica les dades a Wikidata |
|        | Manyeria de Can Clapés      | Anglès   | edifici      | Estat: enderrocat o destruït                                     | | bé integrant del patrimoni cultural català |                        | Modifica les dades a Wikidata |
|        | transformador               | Anglès   | edifici      | Estil: arquitectura modernista                                   | 41° 57′ 28″ N, 2° 38′ 25″ E / 41.9578°N,2.64018°E ca:entre la plaça de la Vila i el carrer del Castell 169 msnm | bé cultural d'interès local                | Transformador (Anglès) | Modifica les dades a Wikidata |

## entitat singular de població
| imatge | Nom                 | Ubicat a | instància de                                                                   | Detalls  | coordenades                                                                | Protecció | Commons (més fotos) | Dades a WD                    |
| ------ | ------------------- | -------- | ------------------------------------------------------------------------------ | -------- | -------------------------------------------------------------------------- | --------- | ------------------- | ----------------------------- |
|        | Anglès              | Anglès   | entitat singular de població ens local històric de Catalunya capital municipal | 5729 hab | 41° 57′ 24″ N, 2° 38′ 21″ E / 41.95671537°N,2.63929213°E 163 msnm          |           |                     | Modifica les dades a Wikidata |
|        | Cuc                 | Anglès   | entitat singular de població                                                   | 15 hab   | 41° 57′ 39″ N, 2° 38′ 00″ E / 41.960886183265°N,2.6332378485319°E 151 msnm |           |                     | Modifica les dades a Wikidata |
|        | Mines del Sant Pare | Anglès   | entitat singular de població                                                   | 18 hab   | 41° 56′ 43″ N, 2° 38′ 19″ E / 41.94517319497°N,2.63873256949093°E 208 msnm |           |                     | Modifica les dades a Wikidata |
|        | Pla d'Amunt         | Anglès   | entitat singular de població                                                   | 98 hab   | 41° 56′ 57″ N, 2° 37′ 43″ E / 41.949162260881°N,2.6284790667186°E 198 msnm |           |                     | Modifica les dades a Wikidata |
|        | Pla d'Avall         | Anglès   | entitat singular de població                                                   | 36 hab   | 41° 57′ 10″ N, 2° 38′ 48″ E / 41.952821989867°N,2.6465563272736°E 142 msnm |           |                     | Modifica les dades a Wikidata |
|        | la Farga            | Anglès   | entitat singular de població                                                   | 19 hab   | 41° 57′ 36″ N, 2° 38′ 52″ E / 41.960030881508°N,2.6477231961373°E 141 msnm |           |                     | Modifica les dades a Wikidata |

## església
| imatge | Nom                              | Ubicat a | instància de | Detalls                                                  | coordenades                                                                                             | Protecció                   | Commons (més fotos)              | Dades a WD                    |
| ------ | -------------------------------- | -------- | ------------ | -------------------------------------------------------- | --- | --------------------------- | -------------------------------- | ----------------------------- |
|        | Ermita de Sant Amanç             | Anglès   | església     | Estil: arquitectura popular arquitectura romànica        | 41° 55′ 55″ N, 2° 38′ 17″ E / 41.93187°N,2.63807°E ca:Camí que surt de la ctra de Santa Coloma, km 36,5 | bé cultural d'interès local | Ermita de Sant Amanç (Anglès)    | Modifica les dades a Wikidata |
|        | Ermita de Santa Bàrbara d'Anglès | Anglès   | església     | Estil: art romànic                                       | 41° 55′ 34″ N, 2° 37′ 27″ E / 41.9262°N,2.62409°E                                                       | bé cultural d'interès local | Ermita de Santa Bàrbara (Anglès) | Modifica les dades a Wikidata |
|        | Sant Miquel d'Anglès             | Anglès   | església     | Estil: arquitectura del Renaixement arquitectura barroca | 41° 57′ 23″ N, 2° 38′ 20″ E / 41.9564°N,2.63893°E                                                       | bé cultural d'interès local | Sant Miquel d'Anglès             | Modifica les dades a Wikidata |
|        | Sant Pere Sestronques            | Anglès   | església     | Estil: art romànic                                       | 41° 56′ 31″ N, 2° 39′ 25″ E / 41.941944444444445°N,2.656944444444445°E                                  | bé cultural d'interès local | Sant Pere Sestronques            | Modifica les dades a Wikidata |

## font
| imatge | Nom               | Ubicat a | instància de | Detalls | coordenades                                                       | Protecció | Commons (més fotos) | Dades a WD                    |
| ------ | ----------------- | -------- | ------------ | ------- | ----------------------------------------------------------------- | --------- | ------------------- | ----------------------------- |
|        | font d'en Bertran | Anglès   | font         |         | 41° 56′ 53″ N, 2° 37′ 49″ E / 41.9481°N,2.63026°E 215 msnm        |           |                     | Modifica les dades a Wikidata |
|        | font de l'Aro     | Anglès   | font         |         | 41° 56′ 51″ N, 2° 36′ 57″ E / 41.94747222°N,2.61583333°E 216 msnm |           |                     | Modifica les dades a Wikidata |
|        | font del Canyó    | Anglès   | font         |         | 41° 57′ 10″ N, 2° 38′ 22″ E / 41.9528°N,2.63944°E 161 msnm        |           |                     | Modifica les dades a Wikidata |
|        | font dels Gossos  | Anglès   | font         |         | 41° 56′ 23″ N, 2° 36′ 58″ E / 41.939756°N,2.616191°E 557 msnm     |           | Font dels Gossos    | Modifica les dades a Wikidata |
|        | la Mina Vella     | Anglès   | font         |         | 41° 56′ 38″ N, 2° 37′ 01″ E / 41.94401389°N,2.61681667°E 590 msnm |           |                     | Modifica les dades a Wikidata |

## granja
| imatge | Nom                    | Ubicat a | instància de | Detalls | coordenades                                                         | Protecció | Commons (més fotos) | Dades a WD                    |
| ------ | ---------------------- | -------- | ------------ | ------- | ------------------------------------------------------------------- | --------- | ------------------- | ----------------------------- |
|        | Granja d'en Miquel Pol | Anglès   | granja       |         | 41° 57′ 10″ N, 2° 39′ 49″ E / 41.9526526159352°N,2.66371472410342°E |           |                     | Modifica les dades a Wikidata |
|        | Granja de Can Riera    | Anglès   | granja       |         | 41° 57′ 23″ N, 2° 38′ 50″ E / 41.9564215731397°N,2.64709144556004°E |           |                     | Modifica les dades a Wikidata |

## masia
| imatge | Nom                        | Ubicat a                 | instància de      | Detalls                                                  | coordenades | Protecció                                  | Commons (més fotos) | Dades a WD                    |
| ------ | -------------------------- | ------------------------ | ----------------- | -------------------------------------------------------- | --- | ------------------------------------------ | ------------------- | ----------------------------- |
|        | Ca n'Oliva                 | Anglès                   | masia             |                                                          | 41° 57′ 26″ N, 2° 37′ 50″ E / 41.9572068303276°N,2.63044724731289°E                                                          |                                            |                     | Modifica les dades a Wikidata |
|        | Can Baró                   | Anglès                   | masia             |                                                          | 41° 56′ 51″ N, 2° 40′ 13″ E / 41.9474565216387°N,2.67019669212185°E                                                          |                                            |                     | Modifica les dades a Wikidata |
|        | Can Bellveí                | Anglès                   | masia             | Estil: arquitectura popular                              | 41° 56′ 35″ N, 2° 37′ 02″ E / 41.94303°N,2.61719°E                                                                           | bé cultural d'interès local                | Can Bellveí         | Modifica les dades a Wikidata |
|        | Can Biel                   | Anglès la Cellera de Ter | masia             | Estil: gòtic tardà arquitectura popular                  | 41° 57′ 37″ N, 2° 39′ 15″ E / 41.9604°N,2.65408°E ca:Carretera d'Anglès a Girona 137 msnm                                    | bé cultural d'interès local                | Can Biel (Anglès)   | Modifica les dades a Wikidata |
|        | Can Camps                  | Anglès                   | masia             | Estil: arquitectura popular                              | 41° 56′ 04″ N, 2° 37′ 46″ E / 41.93436°N,2.62954°E 345 msnm                                                                  | bé cultural d'interès local                | Can Camps (Anglès)  | Modifica les dades a Wikidata |
|        | Can Canals                 | Anglès                   | masia             | Estil: arquitectura popular                              | 41° 56′ 44″ N, 2° 39′ 58″ E / 41.9455°N,2.66599°E                                                                            | bé cultural d'interès local                |                     | Modifica les dades a Wikidata |
|        | Can Casalet                | Anglès                   | masia             | Estil: arquitectura popular                              | 41° 57′ 15″ N, 2° 39′ 29″ E / 41.9541°N,2.65807°E                                                                            | bé cultural d'interès local                |                     | Modifica les dades a Wikidata |
|        | Can Casavella              | Anglès                   | masia             |                                                          | 41° 57′ 26″ N, 2° 39′ 25″ E / 41.9571723742786°N,2.65707845899973°E                                                          |                                            |                     | Modifica les dades a Wikidata |
|        | Can Coma-rodona            | Anglès                   | masia             | Estil: arquitectura popular                              | 41° 56′ 25″ N, 2° 37′ 45″ E / 41.9404°N,2.62919°E                                                                            | bé cultural d'interès local                |                     | Modifica les dades a Wikidata |
|        | Can Cuc                    | Anglès                   | masia casa pairal |                                                          | 41° 57′ 31″ N, 2° 37′ 57″ E / 41.9585°N,2.6326°E ca:Barri del Cuc                                                            | bé cultural d'interès local                | Can Cuc (Anglès)    | Modifica les dades a Wikidata |
|        | Can Culnegre               | Anglès                   | masia             |                                                          | 41° 56′ 05″ N, 2° 38′ 54″ E / 41.9348°N,2.64836°E 225 msnm                                                                   |                                            |                     | Modifica les dades a Wikidata |
|        | Can Déu                    | Anglès                   | masia             | Estil: arquitectura popular                              | 41° 57′ 01″ N, 2° 37′ 46″ E / 41.9504°N,2.62942°E                                                                            | bé cultural d'interès local                |                     | Modifica les dades a Wikidata |
|        | Can Falguera               | Anglès                   | masia             |                                                          | 41° 56′ 56″ N, 2° 38′ 03″ E / 41.948779472641°N,2.63417575810122°E                                                           |                                            |                     | Modifica les dades a Wikidata |
|        | Can Farga                  | Anglès                   | masia             | Estil: arquitectura popular                              | 41° 57′ 27″ N, 2° 37′ 39″ E / 41.95739°N,2.62762°E                                                                           | bé cultural d'interès local                |                     | Modifica les dades a Wikidata |
|        | Can Feliu Vell             | Anglès                   | masia             | Estil: arquitectura popular                              | 41° 56′ 35″ N, 2° 40′ 02″ E / 41.9431°N,2.66712°E                                                                            | bé cultural d'interès local                |                     | Modifica les dades a Wikidata |
|        | Can Figueres               | Anglès                   | masia             | Estil: arquitectura popular                              | 41° 56′ 33″ N, 2° 37′ 37″ E / 41.9426°N,2.62708°E                                                                            | bé cultural d'interès local                |                     | Modifica les dades a Wikidata |
|        | Can Garceso                | Anglès                   | masia             |                                                          | 41° 57′ 03″ N, 2° 38′ 44″ E / 41.9508683223935°N,2.64543291922757°E                                                          |                                            |                     | Modifica les dades a Wikidata |
|        | Can Garriga                | Anglès                   | masia             | Estil: arquitectura popular Estat: enderrocat o destruït | 41° 55′ 37″ N, 2° 38′ 00″ E / 41.92695°N,2.6332°E 350 msnm                                                                   | bé integrant del patrimoni cultural català |                     | Modifica les dades a Wikidata |
|        | Can Gravat                 | Anglès                   | masia             | Estil: arquitectura popular                              | 41° 56′ 31″ N, 2° 39′ 38″ E / 41.94186°N,2.66066°E                                                                           | bé cultural d'interès local                |                     | Modifica les dades a Wikidata |
|        | Can Manau                  | Anglès                   | masia             | Estil: arquitectura popular                              | 41° 57′ 00″ N, 2° 38′ 13″ E / 41.9499°N,2.63684°E 180 msnm                                                                   | bé cultural d'interès local                |                     | Modifica les dades a Wikidata |
|        | Can Manyans                | Anglès                   | masia             | Estil: arquitectura popular                              | 41° 56′ 04″ N, 2° 37′ 55″ E / 41.93442°N,2.63206°E 310 msnm                                                                  | bé cultural d'interès local                |                     | Modifica les dades a Wikidata |
|        | Can Marquès                | Anglès                   | masia             |                                                          | 41° 57′ 32″ N, 2° 38′ 57″ E / 41.9589049972498°N,2.64923772582301°E                                                          |                                            |                     | Modifica les dades a Wikidata |
|        | Can Mas                    | Anglès                   | masia             | Estil: arquitectura popular                              | 41° 57′ 26″ N, 2° 39′ 17″ E / 41.9572°N,2.6546°E ca:darrera d'una de les naus del pol. ind. de la ctra. de Girona            | bé cultural d'interès local                |                     | Modifica les dades a Wikidata |
|        | Can Migdiada               | Anglès                   | masia             |                                                          | 41° 56′ 10″ N, 2° 38′ 15″ E / 41.936029°N,2.637544°E 248 msnm                                                                |                                            |                     | Modifica les dades a Wikidata |
|        | Can Murtra                 | Anglès                   | masia             | Estil: arquitectura popular                              | 41° 56′ 08″ N, 2° 38′ 04″ E / 41.93543°N,2.63439°E 2816 msnm                                                                 | bé cultural d'interès local                | Can Murtra          | Modifica les dades a Wikidata |
|        | Can Món                    | Anglès                   | masia             |                                                          | 41° 57′ 30″ N, 2° 38′ 22″ E / 41.9583250172257°N,2.63937023980296°E                                                          |                                            |                     | Modifica les dades a Wikidata |
|        | Can Perarnau               | Anglès                   | masia             | Estil: arquitectura popular                              | 41° 57′ 04″ N, 2° 37′ 09″ E / 41.951°N,2.61907°E                                                                             | bé cultural d'interès local                |                     | Modifica les dades a Wikidata |
|        | Can Perolada               | Anglès                   | masia             |                                                          | 41° 57′ 22″ N, 2° 39′ 20″ E / 41.9560779192202°N,2.65552775967918°E                                                          |                                            |                     | Modifica les dades a Wikidata |
|        | Can Petllari               | Anglès                   | masia             |                                                          | 41° 57′ 01″ N, 2° 37′ 46″ E / 41.9502683627046°N,2.62942557917326°E                                                          |                                            |                     | Modifica les dades a Wikidata |
|        | Can Planella               | Anglès                   | masia             |                                                          | 41° 55′ 25″ N, 2° 37′ 51″ E / 41.923711°N,2.63079°E 440 msnm                                                                 |                                            |                     | Modifica les dades a Wikidata |
|        | Can Planes                 | Anglès                   | masia             | Estil: arquitectura popular                              | 41° 57′ 10″ N, 2° 39′ 06″ E / 41.9527°N,2.65168°E ca:Camí que surt de la catra. de Girona, a la sortida del poble a mà dreta | bé cultural d'interès local                | Can Planes (Anglès) | Modifica les dades a Wikidata |
|        | Can Revell                 | Anglès                   | masia             |                                                          | 41° 57′ 36″ N, 2° 39′ 26″ E / 41.9600729586773°N,2.65721978089597°E                                                          |                                            |                     | Modifica les dades a Wikidata |
|        | Can Riera                  | Anglès                   | masia             | Estil: arquitectura popular                              | 41° 57′ 06″ N, 2° 37′ 58″ E / 41.95177°N,2.63274°E                                                                           | bé cultural d'interès local                |                     | Modifica les dades a Wikidata |
|        | Can Rossinyol              | Anglès                   | masia             |                                                          | 41° 56′ 17″ N, 2° 39′ 28″ E / 41.938161157251°N,2.65774729137378°E                                                           |                                            |                     | Modifica les dades a Wikidata |
|        | Can Salt de Bou            | Anglès                   | masia             |                                                          | 41° 56′ 47″ N, 2° 37′ 49″ E / 41.9464433358437°N,2.6303043168956°E                                                           |                                            |                     | Modifica les dades a Wikidata |
|        | Can Serra                  | Anglès                   | masia             |                                                          | 41° 57′ 02″ N, 2° 37′ 54″ E / 41.950606°N,2.631717°E 189 msnm                                                                |                                            |                     | Modifica les dades a Wikidata |
|        | Can Serra Petit            | Anglès                   | masia             |                                                          | 41° 56′ 59″ N, 2° 37′ 58″ E / 41.9497835469657°N,2.63271012604717°E                                                          |                                            |                     | Modifica les dades a Wikidata |
|        | Can Terrús                 | Anglès                   | masia             |                                                          | 41° 57′ 36″ N, 2° 37′ 55″ E / 41.9600667505896°N,2.63193911785434°E                                                          |                                            |                     | Modifica les dades a Wikidata |
|        | Can Valls                  | Anglès                   | masia             | Estil: arquitectura popular                              | 41° 56′ 53″ N, 2° 38′ 00″ E / 41.947955°N,2.633254°E                                                                         | bé cultural d'interès local                |                     | Modifica les dades a Wikidata |
|        | Can Vinyoles               | Anglès                   | masia             |                                                          | 41° 57′ 16″ N, 2° 38′ 46″ E / 41.9544463871435°N,2.64620945083777°E                                                          |                                            |                     | Modifica les dades a Wikidata |
|        | Can Xuieca                 | Anglès                   | masia             |                                                          | 41° 56′ 48″ N, 2° 40′ 21″ E / 41.946535575077°N,2.67255403760258°E                                                           |                                            |                     | Modifica les dades a Wikidata |
|        | Casa Nova de Santa Bàrbara | Anglès                   | masia             | 16th century                                             | 41° 04′ 25″ N, 8° 05′ 10″ O / 41.07368176074448°N,8.086140997223268°O 700 msnm                                               |                                            |                     | Modifica les dades a Wikidata |
|        | Mas Xuclà                  | Anglès                   | masia             |                                                          | 41° 57′ 12″ N, 2° 38′ 06″ E / 41.9534387445183°N,2.63505405914024°E                                                          |                                            |                     | Modifica les dades a Wikidata |
|        | Rissec                     | Anglès                   | masia             |                                                          | 41° 56′ 32″ N, 2° 38′ 16″ E / 41.94218012312°N,2.63783261780983°E                                                            |                                            |                     | Modifica les dades a Wikidata |
|        | casa Nova d'en Josepet     | Anglès                   | masia             | Estil: arquitectura popular                              | 41° 57′ 18″ N, 2° 39′ 45″ E / 41.9549°N,2.66257°E                                                                            | bé cultural d'interès local                |                     | Modifica les dades a Wikidata |
|        | casa Nova de Reclavia      | Anglès                   | masia             | Estil: arquitectura popular                              | 41° 57′ 02″ N, 2° 38′ 27″ E / 41.9506°N,2.64081°E                                                                            | bé cultural d'interès local                |                     | Modifica les dades a Wikidata |
|        | el Conquet                 | Anglès                   | masia             |                                                          | 41° 55′ 38″ N, 2° 37′ 29″ E / 41.927357785653°N,2.6246734973476°E                                                            |                                            |                     | Modifica les dades a Wikidata |
|        | el Pallars                 | Anglès                   | masia             |                                                          | 41° 55′ 29″ N, 2° 37′ 10″ E / 41.9246837739346°N,2.61950316135535°E                                                          |                                            |                     | Modifica les dades a Wikidata |
|        | el Pollís                  | Anglès                   | masia             |                                                          | 41° 55′ 15″ N, 2° 37′ 46″ E / 41.9207624934835°N,2.62949986856975°E                                                          |                                            |                     | Modifica les dades a Wikidata |
|        | la Casa Nova d'en Feliu    | Anglès                   | masia             |                                                          | 41° 56′ 14″ N, 2° 40′ 13″ E / 41.9372971706472°N,2.67028523007998°E                                                          |                                            |                     | Modifica les dades a Wikidata |

## molí d'aigua
| imatge | Nom                  | Ubicat a | instància de | Detalls                                  | coordenades                                                                  | Protecció                   | Commons (més fotos) | Dades a WD                    |
| ------ | -------------------- | -------- | ------------ | ---------------------------------------- | ---------------------------------------------------------------------------- | --------------------------- | ------------------- | ----------------------------- |
|        | Molí de Can Ciscot   | Anglès   | molí d'aigua | Estil: arquitectura popular 18th century | 41° 57′ 29″ N, 2° 38′ 22″ E / 41.958103°N,2.639571°E ca:C. del Molí 146 msnm | bé cultural d'interès local | Molí de Can Ciscot  | Modifica les dades a Wikidata |
|        | Molí de Can Perarnau | Anglès   | molí d'aigua | Estil: arquitectura popular              | 41° 57′ 14″ N, 2° 37′ 09″ E / 41.9538°N,2.6191°E                             | bé cultural d'interès local |                     | Modifica les dades a Wikidata |

## muntanya
| imatge | Nom                          | Ubicat a    | instància de | Detalls | coordenades                                                         | Protecció | Commons (més fotos)    | Dades a WD                    |
| ------ | ---------------------------- | ----------- | ------------ | ------- | ------------------------------------------------------------------- | --------- | ---------------------- | ----------------------------- |
|        | Roques de la Partió d'en Cau | Anglès      | muntanya     |         | 41° 56′ 48″ N, 2° 36′ 49″ E / 41.946801°N,2.613637°E 312.6 msnm     |           |                        | Modifica les dades a Wikidata |
|        | Santa Bàrbara                | Anglès Osor | muntanya     |         | 41° 55′ 35″ N, 2° 37′ 05″ E / 41.92629167°N,2.61792722°E 852.9 msnm |           | Santa Bàrbara (Anglès) | Modifica les dades a Wikidata |
|        | puig Ventós                  | Anglès      | muntanya     |         | 41° 56′ 42″ N, 2° 38′ 55″ E / 41.94504722°N,2.64850556°E 305.2 msnm |           |                        | Modifica les dades a Wikidata |

## serra
| imatge | Nom                    | Ubicat a                                  | instància de | Detalls | coordenades                                                  | Protecció | Commons (més fotos)                 | Dades a WD                    |
| ------ | ---------------------- | ----------------------------------------- | ------------ | ------- | ------------------------------------------------------------ | --------- | ----------------------------------- | ----------------------------- |
|        | Serra del Peredol      | Anglès Osor                               | serra        |         | 41° 56′ 30″ N, 2° 36′ 29″ E / 41.9417°N,2.60815°E 751.4 msnm |           |                                     | Modifica les dades a Wikidata |
|        | serra d'en Planes      | Anglès                                    | serra        |         | 41° 56′ 56″ N, 2° 39′ 15″ E / 41.9488°N,2.65415°E 305.2 msnm |           |                                     | Modifica les dades a Wikidata |
|        | serra de Santa Bàrbara | Osor Anglès Brunyola i Sant Martí Sapresa | serra        |         | 41° 55′ 41″ N, 2° 37′ 10″ E / 41.9281°N,2.61944°E 852.9 msnm |           | Serra de Santa Bàrbara (Guilleries) | Modifica les dades a Wikidata |

## Misc
| imatge | Nom                                  | Ubicat a | instància de                               | Detalls                                                  | coordenades                                                                                     | Protecció                                            | Commons (més fotos)                | Dades a WD                    |
| ------ | ------------------------------------ | -------- | ------------------------------------------ | -------------------------------------------------------- | ----------------------------------------------------------------------------------------------- | ---------------------------------------------------- | ---------------------------------- | ----------------------------- |
|        | Can Cendra                           | Anglès   | casa consistorial                          | Arquitecte: Rafael Masó i Valentí Estil: noucentisme     | 41° 57′ 24″ N, 2° 38′ 23″ E / 41.9566°N,2.63976°E ca:Carrer d'Avall, 31 / Carrer de Girona, 7-9 | bé cultural d'interès local                          | Can Cendra (Anglès)                | Modifica les dades a Wikidata |
|        | Can Perolada                         | Anglès   | nucli de població                          |                                                          | 41° 57′ 27″ N, 2° 39′ 40″ E / 41.957368896081°N,2.6610110462073°E                               |                                                      |                                    | Modifica les dades a Wikidata |
|        | Castell d'Anglès                     | Anglès   | castell                                    |                                                          | 41° 57′ 27″ N, 2° 38′ 22″ E / 41.9574°N,2.63948°E 169 msnm                                      | bé d'interès cultural bé cultural d'interès nacional | Castell d'Anglès                   | Modifica les dades a Wikidata |
|        | Estació del Carrilet                 | Anglès   | estació de ferrocarril                     | Estil: modernisme català                                 | 41° 57′ 33″ N, 2° 38′ 01″ E / 41.9592°N,2.63352°E ca:Carrer de la Fàbrica                       | bé cultural d'interès local                          | Estació del Carrilet (Anglès)      | Modifica les dades a Wikidata |
|        | Forn de Ca l'Aulet                   | Anglès   | forn de calç                               | Estil: arquitectura popular                              | 41° 57′ 09″ N, 2° 38′ 48″ E / 41.95238°N,2.64677°E                                              | bé cultural d'interès local                          |                                    | Modifica les dades a Wikidata |
|        | Fàbrica Burés                        | Anglès   | colònia industrial                         | Estil: arquitectura popular                              | 41° 57′ 36″ N, 2° 38′ 03″ E / 41.96°N,2.63425°E ca:Carrer de la Fàbrica                         | bé cultural d'interès nacional                       | Fàbrica Burés                      | Modifica les dades a Wikidata |
|        | La Farga                             | Anglès   | farga edifici industrial                   | Estil: arquitectura popular Estat: ruïnós                | 41° 57′ 31″ N, 2° 38′ 54″ E / 41.9587°N,2.64836°E ca:Carretera Anglès-Girona 141 msnm           | bé cultural d'interès local                          | La Farga (Anglès)                  | Modifica les dades a Wikidata |
|        | Mines del Sant Pare                  | Anglès   | mina                                       | Estil: arquitectura popular                              | 41° 56′ 47″ N, 2° 38′ 12″ E / 41.9464°N,2.6368°E Mines del Sant Pare                            | bé cultural d'interès local                          | Mines del Sant Pare                | Modifica les dades a Wikidata |
|        | Máquina de vapor de Industrias Burés | Anglès   | màquina de vapor                           | 1903 Superfície: 20367m²                                 | 41° 57′ 35″ N, 2° 38′ 07″ E / 41.959606°N,2.635202°E ca:Carrer de les Fàbriques 2               | bé d'interès cultural                                |                                    | Modifica les dades a Wikidata |
|        | Partió d'en Cau                      | Anglès   | fita                                       |                                                          | 41° 56′ 47″ N, 2° 37′ 07″ E / 41.9462612345079°N,2.61868720597763°E                             |                                                      |                                    | Modifica les dades a Wikidata |
|        | Pont Perdut                          | Anglès   | pont                                       | Estil: arquitectura popular Estat: enderrocat o destruït |                                                                                                 | bé cultural d'interès local                          |                                    | Modifica les dades a Wikidata |
|        | Santa Bàrbara                        | Anglès   | vèrtex geodèsic                            | Alt: 1.19m                                               | 41° 55′ 35″ N, 2° 37′ 05″ E / 41.926373°N,2.618188°E 857.718 msnm                               |                                                      |                                    | Modifica les dades a Wikidata |
|        | Vila Vella d'Anglès                  | Anglès   | centre històric                            |                                                          | 41° 57′ 25″ N, 2° 38′ 24″ E / 41.957°N,2.64005°E                                                | bé cultural d'interès nacional                       | Vila Vella d'Anglès                | Modifica les dades a Wikidata |
|        | casa consistorial d'Anglès           | Anglès   | antic ajuntament                           | Estil: arquitectura popular                              | 41° 57′ 27″ N, 2° 38′ 24″ E / 41.9574°N,2.63992°E                                               | bé cultural d'interès local                          | Ajuntament vell d'Anglès           | Modifica les dades a Wikidata |
|        | habitatges de les Indústries Burés   | Anglès   | edifici residencial                        | Estil: arquitectura popular                              | 41° 57′ 36″ N, 2° 37′ 57″ E / 41.9601°N,2.63259°E                                               | bé cultural d'interès local                          | Habitatges de les Indústries Burés | Modifica les dades a Wikidata |
|        | les Masies de Sant Amanç             | Anglès   | disseminat ens local històric de Catalunya |                                                          | 41° 55′ 59″ N, 2° 38′ 21″ E / 41.93305556°N,2.63916667°E                                        |                                                      |                                    | Modifica les dades a Wikidata |
|        | plaça de la Vila                     | Anglès   | plaça                                      | Estil: arquitectura popular                              | 41° 57′ 26″ N, 2° 38′ 24″ E / 41.9573°N,2.63998°E ca:Plaça de la Vila                           | bé cultural d'interès local                          | Plaça de la Vila (Anglès)          | Modifica les dades a Wikidata |